# Amata minutissima
Amata minutissima là một loài bướm đêm thuộc phân họ Arctiinae, họ Erebidae.